# Captain EO
Captain EO (ook wel Captain Eo) is een 3D-sciencefictionfilm die in verschillende Disney-parken is vertoond.
- Epcot van 12 september 1986 tot 6 juli 1994 en van 12 juni 2010 tot 6 december 2015
- Disneyland van 18 september 1986 tot 17 april 1997 en van 12 juni 2010 tot 22 juni 2014
- Tokyo Disneyland van 20 maart 1987 tot 1 september 1996 en van 12 juni 2010 tot 30 juni 2014
- Disneyland Paris van 12 april 1992 tot 17 augustus 1998 en van 12 juni 2010 tot 12 april 2015

De film is geregisseerd door Francis Ford Coppola en geproduceerd door George Lucas. De hoofdrol werd vertolkt door Michael Jackson die ook twee nummers zong: Another Part Of Me en We Are Here To Change The World. Anjelica Huston was zijn tegenspeelster.
Bezoekers van de attractie kregen 3D-brilletjes om de film te bekijken.
In 2010 maakte Captain EO opnieuw zijn opwachting in Epcot en het Disneyland Park in Parijs. De attractie Honey, I shrunk the audience, die na de eerste sluiting van Captain EO draaide, werd per die datum vervangen door de 3D-film van Michael Jackson en consorten.

## Rolverdeling
| Acteur                | Personage      |
| --------------------- | -------------- |
| Michael Jackson       | Captain EO     |
| Anjelica Huston       | Supreme Leader |
| Debbie Lee Carrington | Idey           |
| Cindy Sorenson        | Ody            |
| Gary Depew            | Major Domo     |
| Tony Cox              | Hooter         |
| Dick Shawn            | Commander Bog  |